# K.Hosahalli, Alur
K.Hosahalli là một làng thuộc tehsil Alur, huyện Hassan, bang Karnataka, Ấn Độ.